# 咲洲
咲洲（さきしま）は、大阪府大阪市住之江区にある人工島。面積は約1,045ヘクタール。

## 概要
大阪南港の別称であるが、南港水路以北の人工島を指して用いられるケースが多い。南港は木津川 - 大和川間のかつて住吉津・住吉浦と呼ばれた沿岸部から造成が始まった埋立地であるが、一般に咲洲と呼ばれる人工島はかつての築港南突堤に沿う形で、尻無川ないし安治川の左岸沖合に位置しており、大正区や港区に近接する。
中央部は居住空間である「南港ポートタウン」、北部はアジア太平洋トレードセンター (ATC) や、大阪府咲洲庁舎などの大規模な施設が集積する「コスモスクエア」となっている。外縁部は西部に北埠頭と中埠頭、東部にコンテナ埠頭などの港湾施設が広がっているが、北西端は海浜緑地となっており、北埠頭の西端には野鳥園が広がっている。
バブル全盛期の1988年に決定された「テクノポート大阪」計画に基づき、大阪市主体で数々の巨大施設が建設された（咲洲コスモスクエア地区は、同計画の対象となった人工島3地区の一つ）。しかし、1990年代の不景気でそのほぼ全てが破綻し、第三セクターによるムダ遣い、箱物行政の象徴となった上、大阪市の財政に大きな負担を与えている。
2000年代に入ってから土地の定期借地権方式による分譲を導入し、コスモスクエア駅前では大規模なマンションが建設されるようになり、商業施設や大学の進出も進んでいる。
1970年の大阪万博の候補地にもなったことがある。
「咲洲」の名称は1991年（平成3年）に公募で決定した。難波津の歌から「咲」を取って名付けられたとされている。

## 施設

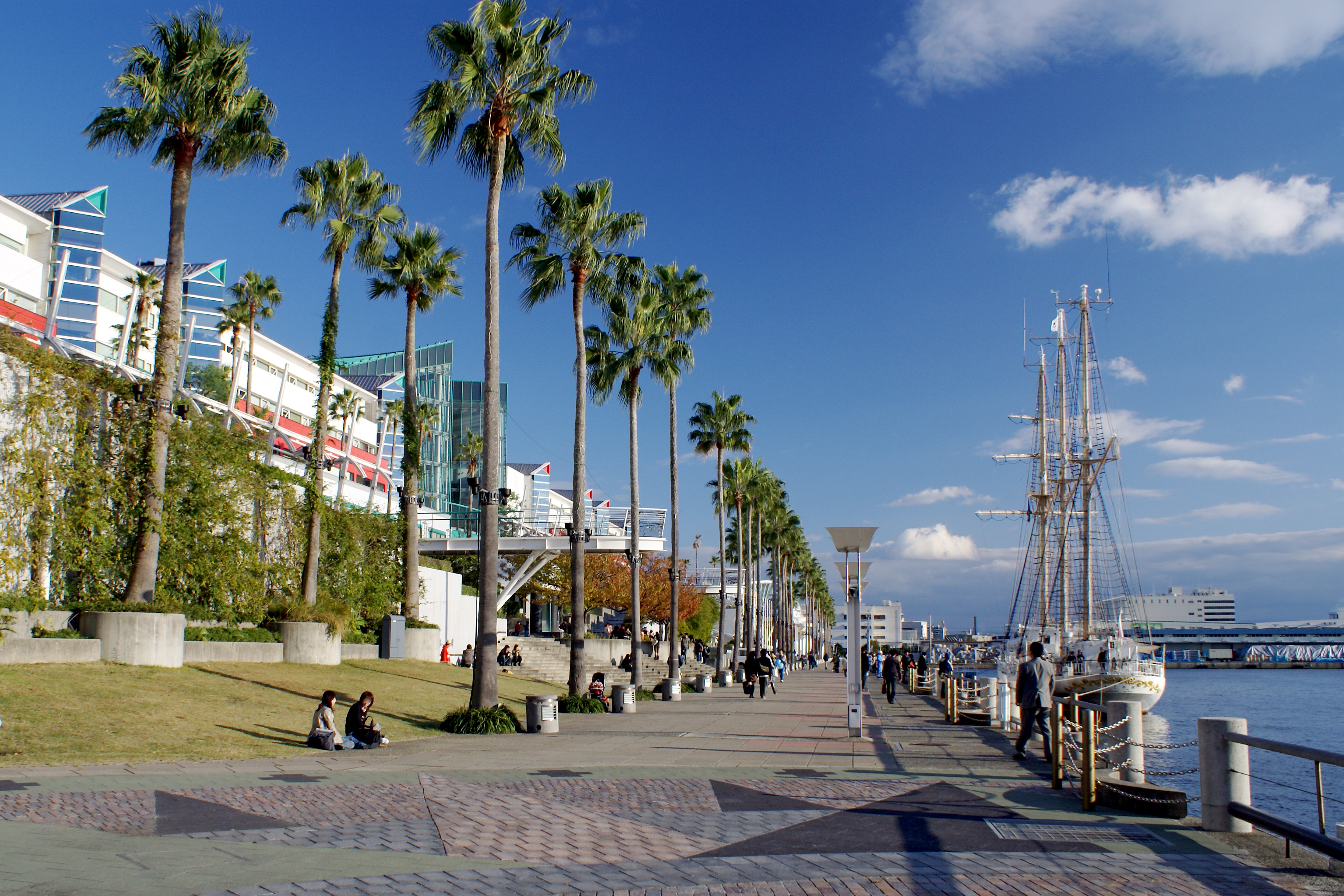
ATCオズ岸壁

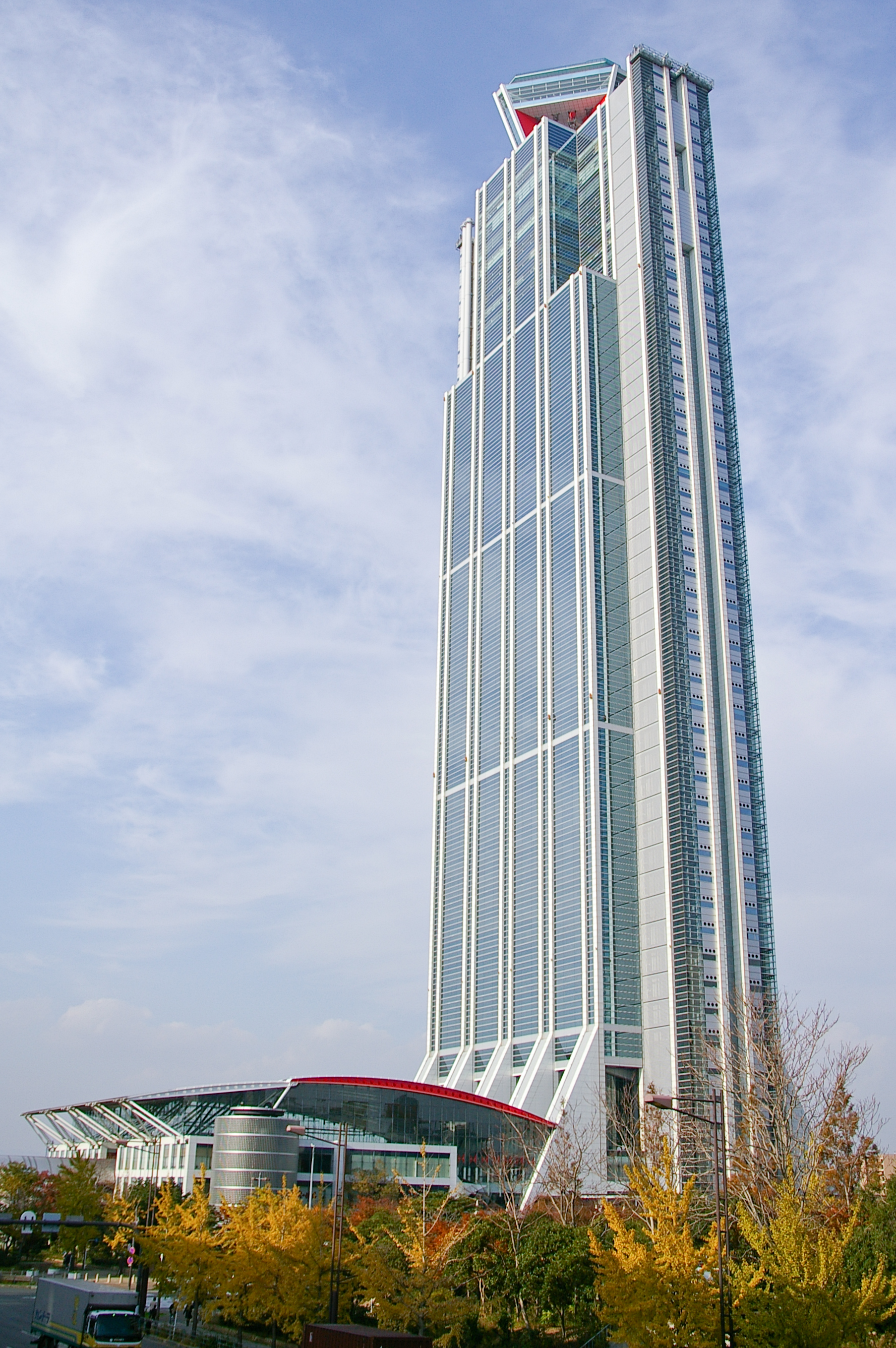
大阪府咲洲庁舎

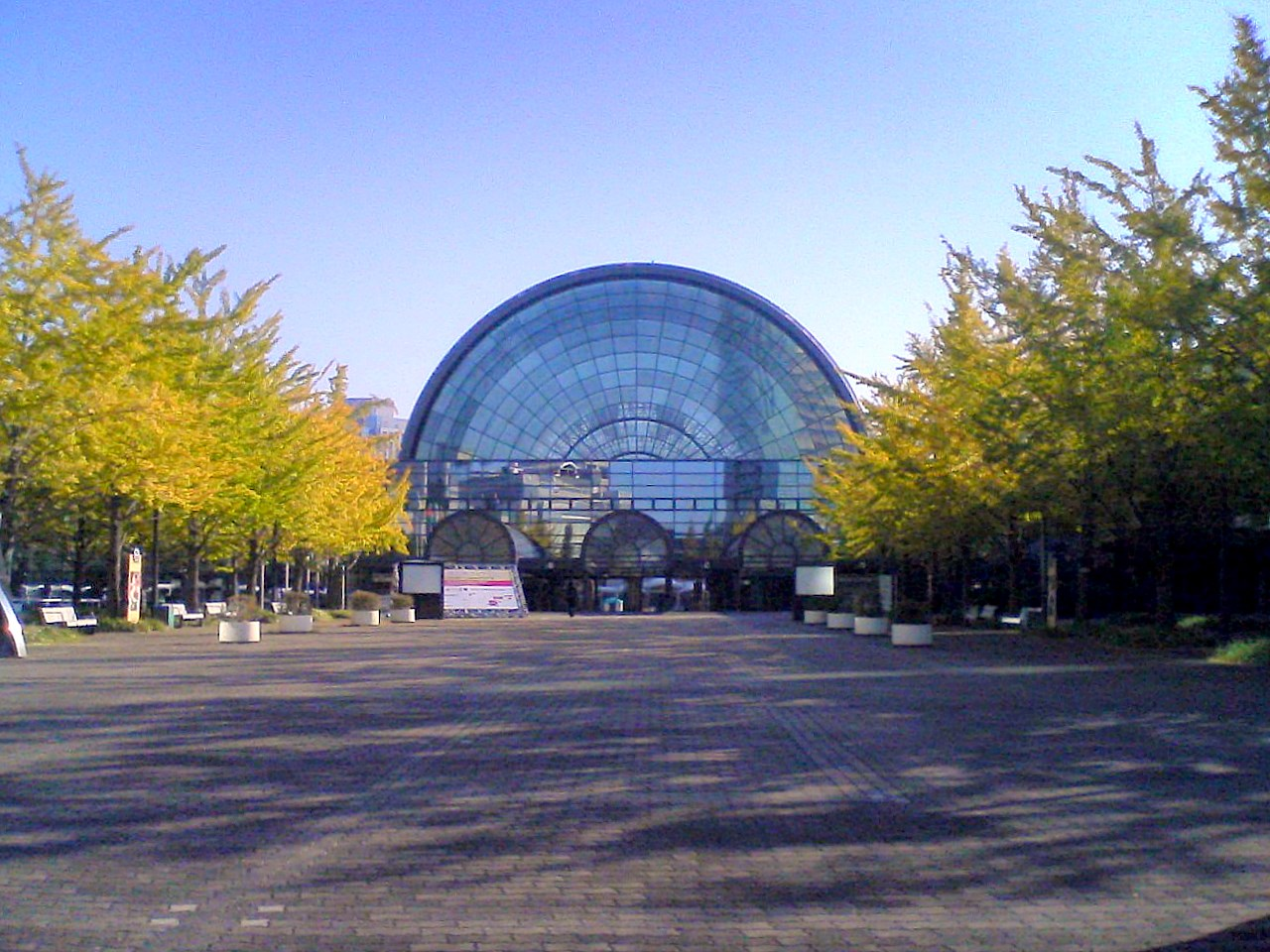
インテックス大阪・西ゲート

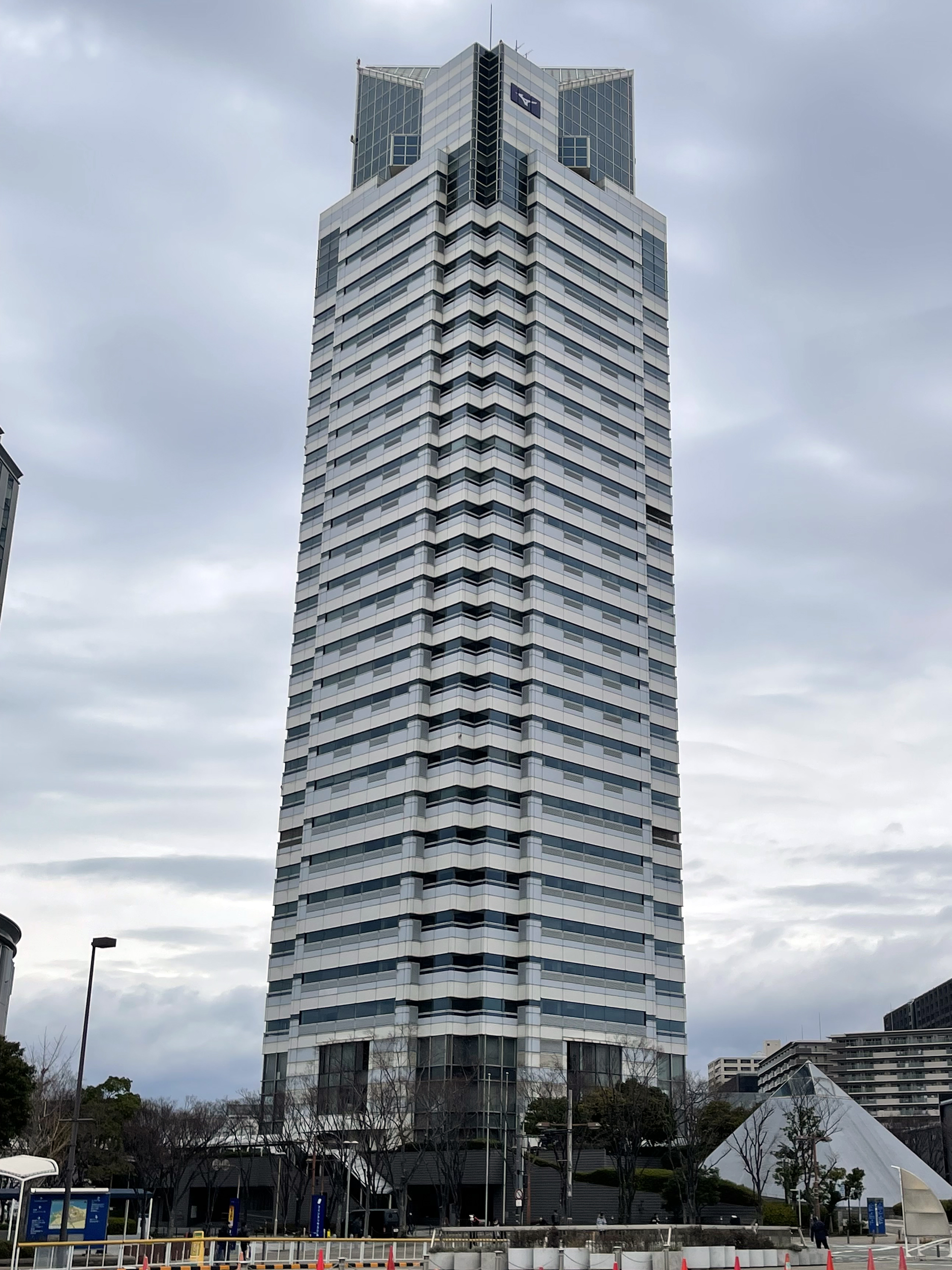
ミズノクリスタ（ミズノ大阪本社）

### 複合施設など
- アジア太平洋トレードセンター (ATC)
- 大阪国際見本市会場（インテックス大阪）
- A-museum（2007年3月31日にライカビルに新設されたが、2010年9月現在閉鎖中）
- おおさかフードアウトレット
- 大阪府咲洲庁舎（旧称:大阪ワールドトレードセンタービルディング、WTC、通称：コスモタワー）
- カリヨンプラザ
- Zepp Osaka（2012年4月8日閉館）
- なにわの海の時空館 (2013年3月10日閉館)
- 南港海水遊泳場（2010年9月現在閉鎖中）
- 南港ポートタウンショッピングセンター
- ふれあい港館（2008年3月閉鎖）

### 宿泊施設
- グランドプリンスホテル大阪ベイ（旧：ハイアットリージェンシー大阪）
- ホテルフクラシア大阪ベイ（旧：ホテルコスモスクエア国際交流センター）
- ウェルサンピアなにわ（不振のため2008年2月末で閉鎖[4]）
- クインテッサホテル大阪ベイ（コスモプラザビルをホテルへ改装、2018年3月1日にホテル・ラ・レゾン大阪からリブランド）
- さきしまコスモタワーホテル（2019年1月開業）
- 大阪アカデミア

### 公共施設
- 大阪南港野鳥園
- コスモスクエア海浜緑地（シーサイドコスモ）
- 南港中央公園
  - 大阪市南港中央野球場
- 港大橋臨港緑地
- 大阪港
  - 大阪港国際フェリーターミナル
  - 大阪南港コスモフェリーターミナル
  - ATCオズ岸壁（旧帆船あこがれ専用岸壁、付近はボードウォークとなっている。）
- 咲洲運河（咲洲キャナル）
- 法務総合研究所大阪支所（法務省・大阪高等検察庁研修施設、インテックス大阪近くの2043m2の敷地に6階建ての建物（延べ床面積2880m2）、2005年8月着工・2007年2月完成）
- 法務省大阪出入国在留管理局
- 大阪市港湾局咲洲緑地管理事務所

### 教育施設（高等学校以上）
大学
- 森ノ宮医療大学（2007年4月に開学。学校法人森ノ宮医療学園が運営）
- 相愛大学（1958年4月に現在の大阪市中央区で開学し、1983年に移転。学校法人相愛学園が運営）

高校
- 大阪府立咲洲高等学校（2018年3月31日閉校）
- 大阪府立水都国際高等学校（2019年4月開校。中高一貫校）

専門学校
- 大阪エンタテインメントデザイン専門学校（2021年3月休校）

その他
- 大阪金剛インターナショナル小学校・中学校・高等学校（2007年7月に大阪市西成区より移転。在日韓国人系の民族学校）

### その他
- アートグレイス・ウエディングコースト
- 桜島神社
- ミズノクリスタ
  - ミズノ本社
- NTTドコモ大阪南港ビル
- 旧ライカ本社ビル

## 交通機関

### 公共交通機関
鉄道
- Osaka Metro中央線
- Osaka Metro南港ポートタウン線（ニュートラム）

路線バス
- 大阪シティバス（USJ直行バス）
- 南海バス（堺南港線 堺駅前経由堺東駅前行き）
- 北港観光バス（舞洲方面コスモドリームライン）
- 神姫バス（大阪ベイサイドライン 神姫バス三ノ宮バスターミナル行き）

リムジンバス（関西国際空港方面）
- 関西空港交通、阪神バス、近鉄バス、南海バスの4社による共同運行

船舶
- 大阪港国際フェリーターミナル
- 大阪南港コスモフェリーターミナル「さんふらわあターミナル（大阪）」（別府港・志布志港行き）
- コスモライン（ユニバーサル・シティ・ポート行き客船）※休航中

### 道路
- 阪神高速4号湾岸線・5号湾岸線
- 南港大橋
- 大阪港咲洲トンネル
- 夢咲トンネル

## 周辺
- 大阪港
- 堺泉北港